# Жителі фургонів

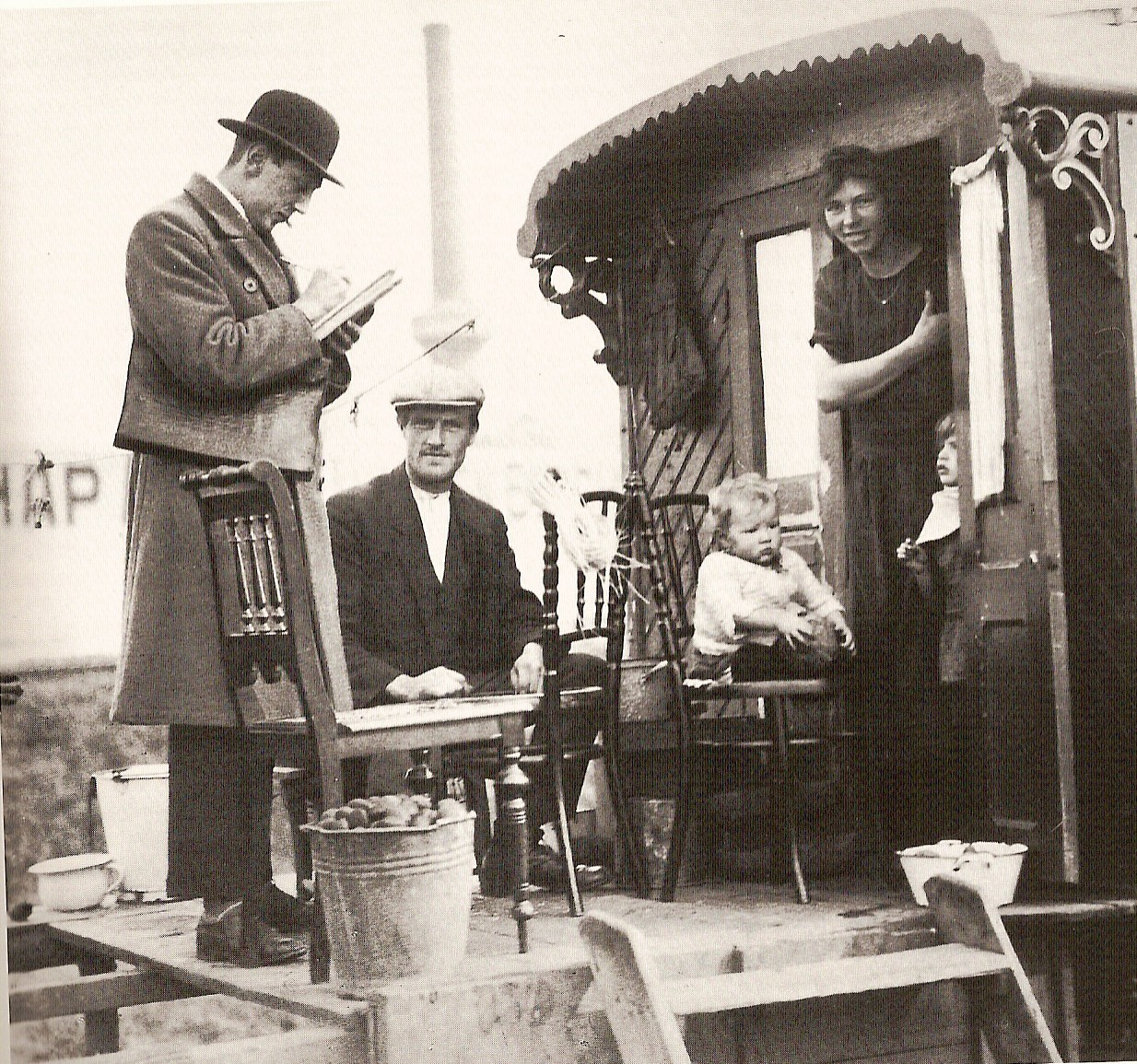
1925

«Жителі фургонів» (нід. woonwagenbewoners) — маргінальна соціальна група в Нідерландах (принизливо звана «kampers»; переважна самоназва — «reizigers», «мандрівники»), що утворилася в XIX столітті з представників збіднілих верств нідерландського населення і розмовляє соціолектом «баргунс», різновидом нідерландського жаргону.
Іноді хибно вважається, що мешканці караванів — нащадки циган (рома і сінті). Проте, жителі караванів мають переважно нідерландське походження, нащадки дрібних фермерів, сільськогосподарських робітників і робітників торфовищ, які з різних причин збідніли (зокрема через механізацію) і тому почали близько 1850 року переміщатися з місця на місце, сподіваючись заробити трохи грошей і, можливо, знайти роботу. Це помістило їх приблизно в одну соціальну категорію з циганами, яка перебуває переважно поза суспільством.